# Henry Bowen
Henry Bowen (* 26. Dezember 1841 bei Tazewell, Tazewell County, Virginia; † 29. April 1915 im Tazewell County) war ein US-amerikanischer Politiker. Zwischen 1883 und 1889 vertrat er zwei Mal den Bundesstaat Virginia im US-Repräsentantenhaus.

## Werdegang
Henry Bowen war der Sohn des Kongressabgeordneten Rees Bowen (1809–1879) und ein Neffe von US-Senator John W. Johnston (1818–1889) sowie ein Cousin des Kongressabgeordneten William B. Campbell (1807–1867). Er besuchte die öffentlichen Schulen seiner Heimat und danach das Emory and Henry College in Emory. Danach betätigte er sich in der Landwirtschaft. Während des Bürgerkrieges diente Bowen im Heer der Konföderation. Dabei war er Hauptmann in einer Kavallerieeinheit. Im Dezember 1864 geriet er in Gefangenschaft. Nach dem Krieg und seiner Freilassung war er wieder in der Landwirtschaft tätig. Gleichzeitig schlug er eine politische Laufbahn ein. Er wurde Mitglied der kurzlebigen Readjuster Party und saß von 1869 bis 1873 im Abgeordnetenhaus von Virginia.
Bei den Kongresswahlen des Jahres 1882 wurde Bowen im neunten Wahlbezirk seines Staates in das US-Repräsentantenhaus in Washington, D.C. gewählt, wo er am 4. März 1883 die Nachfolge von Abram Fulkerson antrat. Da er im Jahr 1884 von seiner Partei nicht mehr zur Wiederwahl nominiert wurde, konnte er bis zum 3. März 1885 nur eine Legislaturperiode im Kongress absolvieren. Danach wurde er Mitglied der Republikaner. Bei den Wahlen des Jahres 1886 wurde er als Kandidat seiner neuen Partei erneut im neunten Distrikt von Virginia in den Kongress gewählt, wo er am 4. März 1887 Connally Findlay Trigg ablöste, der zwei Jahre zuvor sein Nachfolger geworden war. Da er im Jahr 1888 nicht bestätigt wurde, konnte er nur bis zum 3. März 1889 für eine weitere Legislaturperiode im Kongress verbleiben.
Nach dem Ende seiner Zeit im US-Repräsentantenhaus arbeitete Henry Bowen wieder in der Landwirtschaft, hier vor allem auf dem Gebiet der Viehzucht. Im Juni 1892 war er Delegierter zur Republican National Convention in Minneapolis. Er starb am 29. April 1915 auf seinem Anwesen Maiden Springs im Tazewell County.